# Св. св. Спиридон, Николай и Елевтерий (Бер)
„Св. св. Спиридон, Николай и Елевтерий“ (на гръцки: Άγιος Σπυρίδων, Νικόλαος και Ελευθέριος) е възрожденска православна църква в южномакедонския град Бер (Верия), Егейска Македония, Гърция. Храмът е част от енория „Свети Йоан Милостиви“.

## История
Църквата е издигната в началото на XIX век. През XX век храмът претърпява големи архитектурни промени. В него не са запазени стари стенописи, но има ценни икони. След разрушаването на църквата „Свети Николай Ксилотрафтис“ в 1975 година, светецът заедно със свети Елевтерий започва да се почита в „Свети Спиридон“ и храмът получава новото си име.